# 셍미이엘

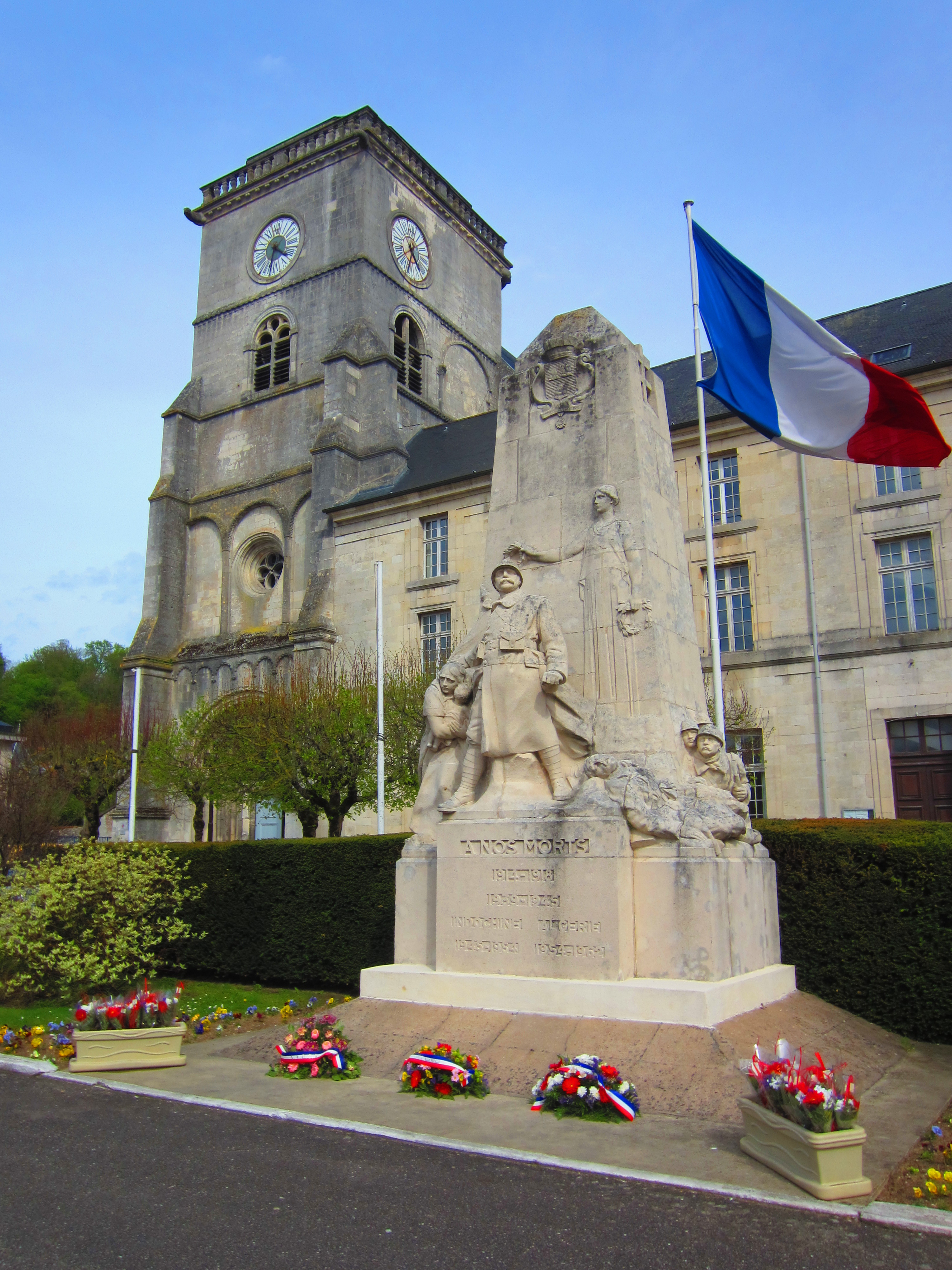

셍미이엘(Saint-Mihiel) 또는 생 미엘 (Saint-Mihiel)은 북동부 프랑스의 그랑테스트에 있는 뫼즈(Meuse)주의 코뮌이다.

## 같이 보기
- 프랑스의 코뮌 목록
- 베르됭 전투

## 참고
- (프랑스어/영어/독일어) 셍미이엘 - 공식 웹사이트
- 익스피디아